# Paulino Uzcudun
Paulino Uzcudun Eizmendi (Régil, 3 de maio de 1899 - 5 de julho de 1985) foi um pugilista espanhol, que foi campeão espanhol e europeu dos pesos-pesados duarante a década de 1920.

## Biografia
Começando sua carreira profissional em 1923, Paulino Uzcudun obteve oito vitórias consecutivas, antes de conquistar, em 1924, o título de campão espanhol dos pesos-pesados, mediante uma vitória por nocaute frente ao catalão José Teixidor.
Em seguida, logo após conquistar o título espanhol, Uzcudun sofreu as primeiras derrotas de sua carreira, quando foi superado em duas ocasiões seguidas pelo australiano George Cook.
Recuperando-se de suas derrotas, Uzcudun nocauteou o campeão britânico dos pesos-pesados Frank Goddard e depois emplacou uma sequência vencedora de doze lutas, que incluíam duas vitórias sobre o campeão belga Jack Humbeeck, além de um êxito ante o campeão alemão Hans Breitenstraeter.
Assim sendo, em 1926, Uzcudun havia conquistado o direito de subir ao ringue contra o campeão italiano e europeu dos pesos-pesados Erminio Spalla. Vitorioso nos pontos, após quinze rounds de luta, Uzcudun havia então se tornado o novo campeão europeu dos pesados.
Depois de conquistar o auge na Europa, Uzcudun decidiu excursionar pela América, tendo participado de combates em Cuba, México e Estados Unidos, antes de regressar à Europa em 1928, no intuito de reclamar seu então contestado título europeu diante do desafiante e novo campeão alemão Ludwig Haymann.
Tendo superado Haymann, com um nocaute no décimo primeiro assalto, Uzcudun resolve retornar definitivamente aos Estados Unidos, onde outrora havia obtido uma importante vitória contra o respeitável pugilista Harry Wills.
Nessa sua segunda incursão aos Estados Unidos, entre 1928 e 1932, Uzcudun porém acaba colecionando muitos revéses, dentre os quais figuraram derrotas contra os expoentes Max Schmeling, Tommy Loughran e Mickey Walker.
Retornando à Europa uma segunda vez, Uzcundun consegue quatro vitórias seguidas em solo espanhol, antes de, em 1933, desafiar o título do novo campeão belga e europeu dos pesos-pesados Pierre Charles. Obtendo uma vitória nos pontos, em quinze assaltos de luta, Uzcudun havia se redimido ao reconquistar seu trono entre os pugilistas do continente europeu.
Dessa forma, poucos meses após reconquistar seu título de campeão europeu, ainda em 1933, Uzcudun recebeu uma chance de desafiar o título do campeão mundial dos pesos-pesados vigente Primo Carnera. 
Uzcudun e Carnera já haviam se enfrentado uma vez antes, em 1930, ocasião na qual Carnera obtivera uma vitória apertada nos pontos, em uma decisão dividida dos jurados. Nesse segundo encontro, infelizmente para Uzcudun, Carnera tornou a vencer nos pontos, desta vez em uma decisão unânime. Esta segunda luta entre Carnera e Uzcudun aconteceu em Roma, tendo a presença do ditador Benito Mussolini na plateia.
Posteriormente, Uzcudun realizou mais duas lutas contra Max Schmeling, que à época já tinha se tornado um ex-campeão mundial dos pesados. Nessas duas lutas contra Schmeling, ocorridas entre 1943 e 1935, Uzcudun conseguiu um empate e uma derrota.
Em sua última luta na carreira, já no final de 1935, Uzcudun sofreu sua única queda na carreira, quando terminou sendo nocauteado no quarto assalto pelo então promissor Joe Louis.